# Colonia Olmeca, Oluta
Colonia Olmeca är en ort i Mexiko.   Den ligger i kommunen Oluta och delstaten Veracruz, i den sydöstra delen av landet, 500 km öster om huvudstaden Mexico City. Colonia Olmeca ligger 89 meter över havet och antalet invånare är 159.
Terrängen runt Colonia Olmeca är platt. Runt Colonia Olmeca är det ganska tätbefolkat, med 52 invånare per kvadratkilometer. Närmaste större samhälle är Acayucan, 1,5 km norr om Colonia Olmeca. Omgivningarna runt Colonia Olmeca är en mosaik av jordbruksmark och naturlig växtlighet.